# Néstor Pitana
Néstor Fabián Pitana (Corpus, 17 juni 1975) is een voormalig Argentijns voetbalscheidsrechter. Hij was sinds 2006 aangesloten bij de CONMEBOL en sinds 2010 bij de FIFA tot aan zijn pensioen in 2022.
Pitana begon zijn carrière als arbiter in 2001. Daarvoor was hij actief als semiprofessioneel basketballer en acteur. Ook deed hij enkele jeugdvoetbalclubs aan, maar tot professionele jeugdopleidingen kwam het niet. In 2001 verhuisde Pitana van Misiones naar Corrientes, waar hij een opleiding deed tot docent lichamelijke opvoeding. Ook begon hij een studie voor het arbitreren. Tot 2006 leidde Pitana als scheidsrechter wedstrijden in diverse Argentijnse voetbalcompetities. 
In 2007 werd Néstor Pitana aangesteld voor zijn eerste wedstrijd in de hoogste competitie van het Argentijnse voetbal, de Primera División. Op 12 augustus floot hij het duel tussen Estudiantes en GyE Jujuy (1–0). Vier gele kaarten deelde hij uit. In 2009 legde Pitana een wedstrijd tot tweemaal toe stil wegens de aanwezigheid van discriminerende spreekkoren in het stadion. Dit leidde tot een lofuiting van de INADI, het Argentijns instituut tegen discriminatie, racisme en xenofobie.
Na zijn aanstelling tot FIFA-scheidsrechter in 2010 leidde Pitana geregeld internationale wedstrijden, waaronder duels in de Copa Sudamericana, de Recopa Sudamericana 2012 en de Copa Libertadores. In 2013 was hij een van de arbiters op het Wereldkampioenschap voetbal 2013 voor spelers jonger dan 17 jaar in de Verenigde Arabische Emiraten. Hij floot drie wedstrijden, alle in de eerste twee fasen van het toernooi. Op 8 juni 2011 maakte Pitana zijn interlanddebuut. Het duel tussen Uruguay en Nederland, met als inzet de Copa Confraternidad, eindigde met vier gele kaarten en een overwinning – na strafschoppen – voor de Uruguayanen.
In maart 2013 noemde de FIFA hem als een van de vijftig potentiële scheidsrechters voor het wereldkampioenschap voetbal. Op 15 januari 2014 maakte de wereldvoetbalbond bekend dat Pitana een van de 25 scheidsrechters op het toernooi zou zijn. Daarbij werd hij geassisteerd door Hernan Pablo Maidana en Juan Pablo Belatti. Op het wereldkampioenschap leidde Pitana vier wedstrijden, waaronder de kwartfinale tussen Frankrijk en de latere kampioen, Duitsland (0–1, geen kaarten).
Pitana was een van de twaalf scheidsrechters op de Copa América 2015 in Chili. Hij werd aangesteld als arbiter voor de openingswedstrijd tussen gastland Chili en Ecuador. Ook bij de FIFA Confederations Cup 2017 in Rusland behoorde Pitana tot de selectie van negen arbiters, samen met de Colombiaan Wilmar Roldán als vertegenwoordiger van de CONMEBOL. Een jaar later kreeg hij de openingswedstrijd van het wereldkampioenschap toegewezen: het duel tussen gastland Rusland en Saoedi-Arabië (5-0) op donderdag 14 juni in het Olympisch Stadion Loezjniki in Moskou. Pitana had tevens de eer om de finale van dat toernooi tussen Frankrijk en Kroatië voor zijn rekening te nemen. In 2022 nam hij afscheid van zijn loopbaan als scheidsrechter.

## Interlands
| Datum             | Plaats                    | Wedstrijd                   | Uitslag            | Competitie              | Kreeg geel | Kreeg voor de tweede keer geel en dus rood | Weggestuurd |
| ----------------- | ------------------------- | --------------------------- | ------------------ | ----------------------- | ---------- | ------------------------------------------ | ----------- |
| 8 juni 2011       | Montevideo, Uruguay       | Uruguay – Nederland         | 1 – 1              | Copa Confraternidad     | 4          | 0                                          | 0           |
| 3 juni 2012       | Lima, Peru                | Peru – Colombia             | 0 – 1              | Kwalificatie WK 2014    | 5          | 0                                          | 0           |
| 7 september 2012  | São Paulo, Brazilië       | Brazilië – Zuid-Afrika      | 1 – 0              | Vriendschappelijk       | 7          | 0                                          | 0           |
| 16 oktober 2012   | Puerto La Cruz, Venezuela | Venezuela – Ecuador         | 1 – 1              | Kwalificatie WK 2014    | 5          | 0                                          | 0           |
| 26 maart 2013     | Santiago, Chili           | Chili – Uruguay             | 2 – 0              | Kwalificatie WK 2014    | 7          | 0                                          | 0           |
| 10 september 2013 | Puerto La Cruz, Venezuela | Venezuela – Peru            | 3 – 2              | Kwalificatie WK 2014    | 6          | 0                                          | 0           |
| 17 juni 2014      | Cuiabá, Brazilië          | Rusland – Zuid-Korea        | 1 – 1              | WK 2014                 | 4          | 0                                          | 0           |
| 22 juni 2014      | Manaus, Brazilië          | Verenigde Staten – Portugal | 2 – 2              | WK 2014                 | 1          | 0                                          | 0           |
| 25 juni 2014      | Manaus, Brazilië          | Honduras – Zwitserland      | 0 – 3              | WK 2014                 | 1          | 0                                          | 0           |
| 4 juli 2014       | Rio de Janeiro, Brazilië  | Frankrijk – Duitsland       | 0 – 1              | WK 2014                 | 2          | 0                                          | 0           |
| 11 juni 2015      | Santiago, Chili           | Chili – Ecuador             | 2 – 0              | Copa América 2015       | 4          | 1                                          | 0           |
| 21 juni 2015      | Temuco, Chili             | Colombia – Peru             | 0 – 0              | Copa América 2015       | 5          | 0                                          | 0           |
| 13 oktober 2015   | Lima, Peru                | Peru – Chili                | 3 – 4              | Kwalificatie WK 2018    | 3          | 0                                          | 1           |
| 25 maart 2016     | Recife, Brazilië          | Brazilië – Uruguay          | 2 – 2              | Kwalificatie WK 2018    | 4          | 0                                          | 1           |
| 2 september 2016  | Asunción, Paraguay        | Paraguay – Chili            | 2 – 1              | Kwalificatie WK 2018    | 7          | 0                                          | 1           |
| 11 oktober 2016   | Barranquilla, Colombia    | Colombia – Uruguay          | 2 – 2              | Kwalificatie WK 2018    | 6          | 0                                          | 0           |
| 28 maart 2017     | Quito, Ecuador            | Ecuador – Colombia          | 0 – 2              | Kwalificatie WK 2018    | 5          | 1                                          | 0           |
| 18 juni 2017      | Kazan, Rusland            | Portugal – Mexico           | 2 – 2              | Confederations Cup 2017 | 3          | 0                                          | 0           |
| 29 juni 2017      | Sotsji, Rusland           | Duitsland – Mexico          | 4 – 1              | Confederations Cup 2017 | 2          | 0                                          | 0           |
| 31 augustus 2017  | Santiago, Chili           | Chili – Paraguay            | 0 – 3              | Kwalificatie WK 2018    | 5          | 0                                          | 0           |
| 25 november 2017  | Sydney, Australië         | Australië – Honduras        | 3 – 1              | Kwalificatie WK 2018    | 7          | 0                                          | 0           |
| 14 juni 2018      | Moskou, Rusland           | Rusland – Saoedi-Arabië     | 5 – 0              | WK 2018 groepsfase      | 2          | 0                                          | 0           |
| 27 juni 2018      | Jekaterinenburg, Rusland  | Mexico – Zweden             | 0 – 3              | WK 2018 groepsfase      | 5          | 0                                          | 0           |
| 1 juli 2018       | Nizjni Novgorod, Rusland  | Kroatië – Denemarken        | 1 − 1 (3 – 2 n.s.) | WK 2018 achtste finales | 1          | 0                                          | 0           |
| 6 juli 2018       | Nizjni Novgorod, Rusland  | Uruguay – Frankrijk         | 0 − 2              | WK 2018 kwartfinales    | 4          | 0                                          | 0           |
| 15 juli 2018      | Moskou, Rusland           | Frankrijk – Kroatië         | 4 − 2              | WK 2018 finale          | 3          | 0                                          | 0           |
| 15 juni 2019      | São Paulo, Brazilië       | Brazilië – Bolivia          | 3 − 0              | Copa América 2019       | 2          | 0                                          | 0           |
| 29 juni 2019      | São Paulo, Brazilië       | Colombia – Chili            | 0 − 0              | Copa América 2019       | 5          | 0                                          | 0           |
| 9 oktober 2020    | Asunción, Paraguay        | Paraguay – Peru             | 2 − 0              | Kwalificatie WK 2022    | 4          | 0                                          | 0           |
| 14 juni 2021      | Cuiabá, Brazilië          | Colombia – Ecuador          | 1 − 0              | Copa América 2021       | 7          | 0                                          | 0           |
| 24 juni 2021      | Rio de Janeiro, Brazilië  | Brazilië – Colombia         | 2 − 1              | Copa América 2021       | 7          | 0                                          | 0           |
| 3 september 2021  | Lima, Peru                | Peru – Uruguay              | 1 − 1              | Kwalificatie WK 2022    | 1          | 0                                          | 0           |
| 11 oktober 2021   | Santiago, Chili           | Chili – Paraguay            | 2 − 0              | Kwalificatie WK 2022    | 6          | 2                                          | 0           |

Bron: